# 男男性行为者

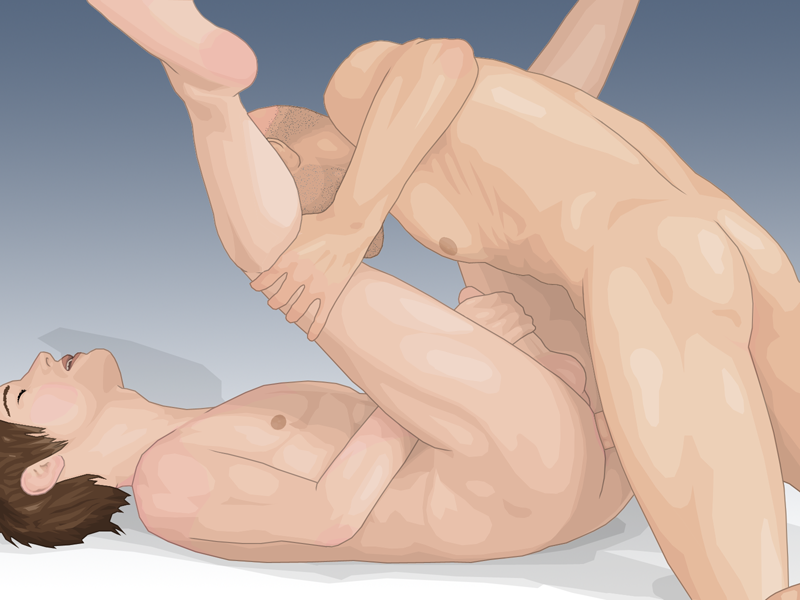
男男性行為

男男性行為者（英文：men who have sex with men，缩写MSM，又称男男性接触者、男男性行为人群）是指与同性发生性关系的男性，而不管他们自我认定为何种性向。这个术语主要用于美国，用以划分出一个艾滋病防治政策的關鍵群體。因为该术语通常只用于确定性别的人士身上，所以除非有证据显示性别非确定者发生类似的行为或者具有相同危险性的性行为，否则应该避免使用这个术语来描述跨性别者、变性者或雌雄间性者。
男男性行为不僅僅發生在同性戀群體，事實上，这种境遇性性行為可能在包括同性戀、雙性戀、部分異性戀在内的人群中，监狱、军队、单一性别的寄宿学校或者其他性别隔离的场所中出现。甚至部分商業行為中以男性保健為招牌，實施男男性行為以促進盈利。前列腺快感條目敘述了前列腺按摩在商業行為中實施現狀。
男男性行為除愛撫、口交、手交、肛交、施虐與受虐以外，还有一些引起性快感、達到高潮的性刺激行為，如男男手交及其各種演化形式，其中部分演化為男男性交易。

## 男男性接触者包括：
- 性活跃期的男同性戀者；
- 与其他男性发生性行为的男雙性戀者；
- 境遇性情況下与其他男性發生性行為的男異性戀者；
- 为男性提供性服务的男性性工作者；
- 出演男男色情作品的男男色情演员；
- 强奸男性的㚻姦犯與受害者；

## 脚注
1. ↑  Chasnoff, Brian. . The Daily Texan. 2/5/04. （原始内容存档于2007-08-12） （英语）.